# Xavier le Masne
 (mai 2024).
Xavier le Masne est un compositeur français, né à Angers le 27 juillet 1954.

## Biographie
Issu d’une famille de musiciens, Xavier le Masne fait ses études au Conservatoire de Versailles.
Il mène tout d’abord une carrière de flûtiste : flûte solo de l'Orchestre de Limoges, des tournées en Europe comme soliste dans l'Orchestre de Chambre de Heidelberg, cofondateur avec Youenn le Berre du Quatuor Flûtes Plurielles, avec en parallèle une activité dans le domaine du jazz (Bekummernis) et de l’improvisation.
Il fait ses débuts en tant que compositeur dans les années 1970 en écrivant pour divers groupes de jazz. En 1977 il obtient le Prix de composition de la SACEM au Concours national de jazz de la Défense. Dans la même période, il affirme ce qui sera l’un de ses domaines de prédilection - la voix, les mots, la théâtralité - à travers plusieurs musiques de scène, notamment pour la Compagnie Sarah Vajda.
En 1985, Mireille Larroche, metteuse en scène et directrice, lui commande un opéra de chambre, Moderato Cantabile, d’après Marguerite Duras, joué à Paris durant trois mois.
En 1989 il est l'un des quatre compositeurs choisis pour la création de l'œuvre commémorative du Bicentenaire de la Déclaration des Droits de l'Homme, avec Luciano Berio, René Falquet et Nicolas Frize, lors d’un concert-événement mettant à contribution mille choristes.
Il est sollicité en 1997 par l’auteure et metteuse en scène Geneviève de Kermabon, avec qui il va collaborer sur plusieurs spectacles, notamment le Grand Cabaret de la Peur, joué à la Grande halle de la Villette  et au  Festival d'Avignon.
Les œuvres de Xavier le Masne ont notamment été créées par les Percussions de Strasbourg, les Cuivres Français, Ars nova (ensemble instrumental), le Sextuor à Cordes Schoenberg, le Quatuor de Tubas de Paris. 
Enfin, plusieurs commandes d’État lui ont été attribuées pour des œuvres à grands effectifs : 
- Dans le domaine de la musique vocale : Echophanies pour quatre chœurs et orchestre (Forum de la Création en Ile-de-France), et À la Vitesse de la Lenteur pour quatre chœurs d’adolescents et synthétiseurs (Opéra-Comédie de Montpellier) - deux œuvres écrites en collaboration avec le poète Jean Mazeaufroid.
- Dans le domaine pédagogique : Match, grand jeu réunissant huit conservatoires des Yvelines, géré en direct par un programme informatique ; et en 2009 Web, une œuvre pour 180 chanteurs et instrumentistes[2].

Il a été successivement directeur du Conservatoire à rayonnement communal de Viry-Châtillon (2006-2012), puis directeur du Conservatoire à rayonnement départemental de Clamart (2012-2018).

## Œuvres
- Mecanicando, Cinq-Dix, Septic Bossa...,  musiques pour le quartet de jazz Climat, 1975-76.
- Limousine, Octaëdre, Pitsicanale…, pièces pour l’ensemble de jazz contemporain Parade (8 instruments à vent et batterie), 1978-79.
- Sylphovie, ensemble de pièces pour trio jazz et quatuor à cordes, 1978.
- L'Ombre du Conte, Paris-Munich, La Famille Fenouillard, trois musiques de scène pour la Compagnie Sarah Vajda, mise en scène Sarah Vajda, 1976-81.
- Musique pour l’œil... pour flûte, alto et tuba, 1981.
- Data, musique de film Bernard Sassia, 1981.
- Valdotin pour hautbois, cor, violon, violoncelle, 1981.
- Victor ou Agathe pour quatuor vocal et octuor de flûtes, 1981.
- Vampire à Etretat, Le Cravaté oriental, deux musiques de scène pour des spectacles mis en scène par Lisa Wurmser, 1982-83.
- Pièces pour ensembles de flûtes : De Fil en Aiguille (quintette), Du Noir au Blanc (solo),Tout ce qui brille (trio), Bar de Luxe (trio), Parenthèse (quatuor), 1982-84.
- Un petit Instant d'Eternité pour 2 récitants et trio, 1982.
- Les Bijoux de la Castafiore pour haute-contre et piano, d’après Hergé, 1983.
- Le Temps d'un Abécédaire pour quatuor de tubas, 1983.
- De mille Choses et Une pour sextuor à cordes, 1984.
- Bekummernis 84 pour orchestre à cordes et grand orchestre de jazz, sur un thème de Luc Le Masne, 1984.
- La Fanfare des Enfants pour voix, chœur et quintette cuivres, texte de Vincent le Masne, 1984.
- Ronde (soprane et trio, texte de Sylvie Barillier), Poisson rouge (baryton et trio, texte de Christophe le Masne) : deux chansons pour le Cabaret Contemporain de la Péniche-Opéra, 1985.
- Moderato Cantabile opéra de chambre, d’après Marguerite Duras, mise en scène Mireille Larroche,1986-87.
- XY pour quatuor de flûtes et percussions Baschet, en collaboration avec Youenn Le Berre 1987.
- Libre Cours pour flûte, hautbois, clarinette et contrebasse, 1988.
- Djinn pour grand chœur, 16 cuivres et 6 percussions, texte de Jean Mazeaufroid, 1988.
- Big Bang pour orchestre d’Harmonie, Vieux-Boucau, 1989.
- Echophanies pour 4 chœurs, cuivres, cordes, et percussions, texte de Jean Mazeaufroid, 1989.
- Thierry musique de film, Yves Aubert, 1990.
- À la Vitesse de la Lenteur pour 4 chœurs d’adolescents et synthétiseurs, texte de Jean Mazeaufroid, 1990.
- Étonnés étrangement pour récitant, trio vocal et percussions, texte de Jean Mazeaufroid, 1992.
- Pan de Mur pour 16 cuivres et 2 percussions, 1992-93.
- Match, grand jeu géré en direct par informatique pour 7 ensembles instrumentaux de conservatoires, 1994.
- La Vie en Doses, opérette en préfiguration, sur un livret de Christophe le Masne et Jean-Pierre Fragnaud, 1994.
- XL, cycle de chansons sur des textes de Lila Redouane (chant),1995.
- Martinus Igitur pour chœur a cappella, texte de Sulpice-Sévère, 1996.
- Bribes pour quatuor de flûtes, 1996.
- Malédictions d'une Furie pour soprane, bandonéon et contrebasse, texte de Jean Tardieu, 1997.
- D-Day pour flûte, clarinette, violon, violoncelle et piano, 1997.
- Le Grand Cabaret de la Peur,  musique de scène, spectacle de Geneviève de Kermabon, 1998-99.
- Cent Ans de Duke Ellington pour quintette (version pour orchestre d’harmonie), 1999.
- Faber Fit pour batterie-fanfare, 2000.
- Cirque Cruel musique de scène, spectacle de Geneviève de Kermabon, 2001.
- La Nuit des Exclus musique de scène, spectacle de Joël Chalude, 2003.
- Le Désir Amoureux musique de scène, spectacle de Geneviève de Kermabon, 2004.
- Sator Opera pour 5 comédiens et 8 instruments à vent, texte de Xavier le Masne, 2005.
- Pan, Linos, Daphnis et les Autres pour deux octuors de flûte et batterie, 2005.
- Web pour 200 musiciens, 3 chœurs et 8 ensembles instrumentaux, textes de Jean-Michel Espitallier, 2007-2009.
- Qui sème le Vent pour grand orchestre de flûtes, 2011.
- Du sang, des Larmes pour orchestre de vents et percussions, 2012.